# كيف ولماذا
النوع دراما
كيف ولماذا مسرحية لسارة تريم . تصور المسرحية امرأتان تلتقيان بعلماء أحياء لأول مرة، إحداهما قرب نهاية حياتها المهنية والأخرى في البداية. اكتسبت المرأة الأكبر سنًا شهرة لعملها على فرضية الجدة. يريد الأصغر سنًا تقديم فرضية جديدة جذرية لشرح سبب تحيض الإناث في حين أن معظم الثدييات لا تفعل ذلك. تتناول المسرحية أعمال العلم وأثره على الحياة الشخصية للعلماء. 
عُرضت المسرحية لأول مرة في عام 2011 في برينستون، نيو جيرسي في مسرح مكارتر،  ومنذ ذلك الحين تم إنتاجها في Penguin Rep في نيويورك، شركة Trinity Repertory في رود آيلاند،  شركة InterAct Theatre Company في فيلادلفيا،  وشركة Timeline Theatre Company في شيكاغو.  إنها حاليًا من إنتاج شكسبير وشركاه في لينوكس، ماساتشوستس.  حدد Hennepin Theatre Trust In Minneapolis المسرحية للتشغيل من 10 مارس إلى 20 مارس 2016 في مسرح القرن الجديد مع كارولين كايزر في دور زيلدا كان.  قام مسرح J في واشنطن العاصمة بتشغيل المسرحية من 15 فبراير إلى 12 مارس 2016. كان من إخراج شيرلي سيروتسكي.  أنتج المسرح اليهودي الجديد في سانت لويس بولاية ميسوري المسرحية في فبراير 2018. 